# Teinopodagrion nebulosum
Teinopodagrion nebulosum är en trollsländeart som först beskrevs av Selys 1886.  Teinopodagrion nebulosum ingår i släktet Teinopodagrion och familjen Megapodagrionidae. Inga underarter finns listade i Catalogue of Life.